# Daméraucourt
Daméraucourt är en kommun i departementet Oise i regionen Hauts-de-France i norra Frankrike. Kommunen ligger i kantonen Grandvilliers som tillhör arrondissementet Beauvais. År 2022 hade Daméraucourt 200 invånare.

## Befolkningsutveckling
Antalet invånare i kommunen Daméraucourt
| Referens: INSEE |